# Real Transportes Aéreos
REAL (акроним от Redes Estaduais Aéreas Limitadas с порт. — «Сеть внутригосударственных авиалиний») или Real Transportes Aéreos — бюджетная авиакомпания Бразилии,  основанная в 1945 году. В 1951 вышла на международные маршруты сперва в соседние страны, а позже и в Северную Америку; первая бразильская авиакомпания, ставшая летать в Японию. С 1957 года — крупнейший гражданский авиаперевозчик в стране; имел самый большой в истории авиакомпаний флот Douglas DC-3 — до 99 самолётов. Из-за экономических проблем в 1961 году была приобретена компанией VARIG.

## История

### Первые годы

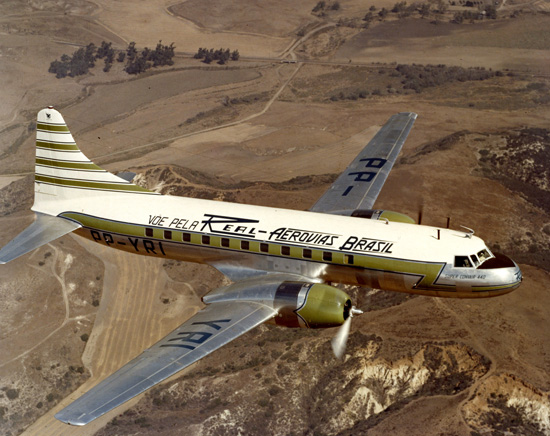
Convair 440 компании REAL

Висенте Маммана Нето (порт.-браз. Vicente Mammana Neto) работал пилотом в TACA, но мечтал о собственном авиапредприятии. В 1943 году он создал компанию Santista de Aviação (с порт. — «Сантуская авиация»), которая однако не имела успеха и быстро закрылась. В 1945 году была предпринята новая попытка, но на сей раз к делу подключились Линео Гомес, работавший в TACA вторым пилотом, и Армандо де Агияр Кампос (порт.-браз. Armando de Aguiar Campos) — пилот из Cruzeiro do Sul; их предприятие уже оказалось успешным и 30 ноября получило разрешение на полёты, после чего в декабре была создана авиакомпания Redes Estaduais Aéreas Limitada (REAL) с начальным капиталом R$3 млн.
С 7 февраля 1946 года REAL стала выполнять полёты по маршруту Сан-Паулу-Конгоньяс — Рио-де-Жанейро-Сантос-Дюмон, имея во флоте три Douglas C-47 Skytrain; уже в первой половине года маршрут был продлён до Куритибы, а в следующем году стали совершаться полёты в Лондрину и Фос-ду-Игуасу. Для привлечения пассажиров компания снизила стоимость билетов за счёт экономии на сервисе обслуживания — фактически, её можно считать первой в мире бюджетной авиакомпанией (лоукостером); американская Southwest Airways начала работать только в конце 1946 года, а Pacific Southwest Airlines — в 1949. В ноябре 1946 года флот пополнился двумя Bristol 170 Mk II Wayfarer (борты PP-YPD и PP-YPE), которые были крупнее «Дугласов» и вмещали до 36 пассажиров. Однако вскоре пришло разочарование от новых машин, которые оказались очень шумными, высота полёта — ниже ожидаемого, а фюзеляж был фактически дырявым, из-за чего при полётах в дождь сиденья заливало водой. В октябре 1947 года оба «Бристоля» отставили от эксплуатации и в следующем году списали на металлолом.

### Образование консорциума
В 1948 году была приобретена небольшая  Linhas Aéreas Wright (с порт. — «Воздушные линии Райта»), которая обслуживала направление Рио — Сантус с помощью двух Lockheed L-10. REAL отныне начала вести жёсткую конкуренцию, фактически уже выиграв тарифную войну благодаря низким ценам. Подпитывая тщеславие многих мэров, она убеждала их на строительство аэродромов с неполной инфраструктурой, тем самым экономя на безопасности самих полётов, и вела геоэкологические споры; достаточно скоро она стала обслуживать весь север Параны, практически выгнав оттуда некогда доминировавшую в регионе VASP. Но нельзя и отрицать, что благодаря действиям REAL многие города наконец получили свои аэропорты, хоть поначалу и небезопасные. К концу года флот компании уже насчитывал 20 самолётов DC-3/C-47, для обучения лётчиков имелась собственная авиашкола.
В 1949 была приобретена уже Linhas Aéreas NATAL с четырьмя DC-3, что позволило расширить сеть до Кампу-Гранди, а в 1951 году REAL совершил одну из важнейших покупок — компанию Linha Aérea Transcontinental, благодаря чему вышел на северо-восток страны и присоединил к сети шесть крупных городов. Однако авиаперевозчик уже был известен своей недисциплинированной и ненормированной рабочей средой, когда на работников оказывалось давление, а пилоты работали с нарушениями лимитов и техники безопасности. В конце 1951 компания вышла на международные маршруты в Парагвай, став совершать полёты из Сан-Паулу в Асунсьон с промежуточными посадками в Куритибе и Фозе-ду-Игуабу, а в 1954 году добилась от парагвайских властей разрешения выполнять на территории их страны дополнительные промежуточные посадки, после чего стала летать по маршрутам Асунсьон — Энкарнасьон — Уругваяна и Асунсьон — Консепсьон — Корумбу.
В 1954 была куплена компания Aerovias Brasil, которую не стали поглощать, вместо этого образовав консорциум. В 1956 году была приобретена уже Transportes Aéreos Nacional, благодаря чему сеть маршрутов REAL теперь простиралась на все штаты Бразилии; консорциум при этом получил наименование Consórcio Real-Aerovias-Nacional. По данным на 1957 год Real-Aerovias-Nacional имел флот из 117 самолётов, что на тот момент делало его крупнейшим гражданским воздушным перевозчиком в Бразилии (больше — только у военных), а в мире он занимал 7-е место; также данный консорциум является абсолютным рекордсменом среди авиакомпаний мира по размеру флота DC-3/C-47 — 87 самолётов. Также были приобретены 50 % акций ещё одной бразильской компании — Sadia Transportes Aéreos. Помимо этого, в том же году самолёты авиаперевозчика стали летать в ещё непостроенную Бразилиа, а его название сменилось на Real Aerovias Brasil.

### Экономические проблемы и слияние

«Super H» Constellation компании REAL

В 1958 году Real Aerovias стал выполнять международные рейсы в Северную Америку, для чего приобрёл четыре лайнера Lockheed L-1049H Super Constellation, которые были чуть более современные, нежели L-1049G основного конкурента — VARIG, в том числе имели возможность конвертирования из пассажирского в грузовой и обратно, для чего у них сбоку была большая грузовая дверь. «Локхиды» стали выполнять полёты из Буэнос-Айреса в Майами с несколькими промежуточными посадками, при этом если VARIG (выполняла рейсы в Нью-Йорк) завлекала клиентов первоклассным сервисом, то Real это осуществлял за счёт низкого тарифа — $432, то есть гораздо ниже $779, установленного IATA, за что последняя обвиняла компанию в хищнической конкуренции. Эксплуатация «Супер Конни» двумя конкурентами привела к так называемой «Войне букв», когда REAL на своих лайнерах писала «Super G», чтобы пассажиры ошибочно считали их за более современные, по сравнению с «Super H» у VARIG, хотя разница была незначительна. Последняя в ответ на своих новых L-1049G с дополнительными баками на законцовках крыльев стала писать «Intercontinental», намеренно выделяя первую букву, словно это модель L-1049I (в металле не существовала).
9 июля 1960 года «Супер Конни» стали летать над Тихим океаном по маршруту Рио-де-Жанейро — Лос-Анджелес — Гонолулу — Токио; REAL стала первой авиакомпанией Бразилии, начавшей выполнять полёты в Японию. Однако стремительный рост привёл и к возникновению экономических проблем, тогда как Линео Гомес, который руководил компанией, уже испытывал проблемы со здоровьем, а потому не мог как раньше эффективно выполнять свои обязанности. Президент  Жаниу Куадруш сразу после вступления в должность 31 января 1961 года порекомендовал крупнейшему гражданскому воздушному перевозчику страны провести реструктуризацию, особенно международных маршрутов. 2 мая 1961 года её дочернее предприятие Aerovias было продано VARIG; в августе того же года последняя приобрела весь консорциум Real-Aerovias-Naciona. Для самой VARIG, которая таким образом стала крупнейшей авиакомпанией Латинской Америки, данная покупка однако принесла экономические проблемы, которые удалось решить только в 1966 году.

## Флот
Также были заказаны три турбореактивных Convair 990 и пять турбовинтовых Lockheed L-188 Electra, но к 1961 году они ещё не поступили. VARIG после покупки Real пыталась отказаться от этих двух заказов, но безуспешно.

## Происшествия
- 1 декабря 1949 года — Douglas C-47-DL борт PP-YPM выполнял пассажирский рейс по маршруту Сан-Паулу — Жакарезинью — Лондрина, когда вскоре после вылета из Сан-Паулу на борту отказал радиопеленгатор. 23-летний КВС принял решение возвращаться в аэропорт Конгоньяс, но диспетчер авиакомпании запретил это, потребовав продолжать рейс. Следуя в СМУ (низкая облачность и сильный дождь) на небольшой высоте лайнер близ Рибейран-Клару врезался в склон горы Рувина (Serra dos Ruvina). Из находившихся на борту 18 пассажиров и 4 членов экипажа выжили только двое — пассажирка с ребёнком; остальные 20 человек погибли[5].
- 17 сентября 1951 года — Douglas C-47-DL борт PP-YPX выполнял пассажирский рейс по маршруту Рио-де-Жанейро — Сан-Паулу, когда на примерно 20-й минуте полёта неожиданно вышел из-под контроля (вероятно, отказ двигателя) и упал в лес близ Убатубамирима (Ubatubamirim). Все 10 человек (6 пассажиров и 4 члена экипажа) на борту погибли[6].
- 23 августа 1953 года — Douglas C-47-DL борт PP-YQK выполняя грузовой рейс заходил на посадку в Кампу-Гранди в СМУ (низкая облачность, дождь и турбулентность), когда при третьем заходе на посадку лайнер врезался в поле в 6 километрах от ВПП. Все находившиеся на борту 4 члена экипажа были ранены, но никто не погиб[7].
- 6 марта 1955 года — Douglas C-53 борт PP-YPZ выполняя пассажирский рейс заходил на посадку в Витория-да-Конкиста, когда шасси после выпуска не зафиксировались. Экипаж принял решение уходить на второй круг, но при пролёте на малой высоте лайнер отклонился вправо, зацепил телефонный столб и потеряв скорость рухнул на землю. Из находившихся на борту 21 человека (18 пассажиров и 3 члена экипажа) погибли 5 (4 пассажира и 1 член экипажа), 16 были ранены[8].
- 5 апреля 1956 года — Douglas C-47A борт PP-YQA был угнан пьяным бортмехаником. При посадке в Сан-Паулу лайнер был повреждён, но его восстановили; бортмеханик выжил и был уволен из авиакомпании[9].
- 19 февраля 1957 года — Douglas C-47B-45-DK борт PP-YQF выполнял пассажирский рейс по маршруту Сан-Паулу — Рио-де-Жанейро, когда при посадке в СМУ в аэропорту Сантос-Дюмон выкатился за пределы ВПП и упал в море. Из находившихся на борту 7 пассажиров и 6 членов экипажа никто не погиб; лайнер был восстановлен[10].
- 10 апреля 1957 года — Douglas C-47A-20-DK борт PP-ANX выполнял пассажирский рейс 1800 по маршруту Рио-де-Жанейро — Сан-Паулу, когда при пролёте близ Убатубы загорелся правый двигатель. Решив приземлиться в Убатубе, экипаж повернул на юг и начал постепенное снижение. При пролёте над островом Аншеита пилоты из-за небольшого дождя увидели гору только в непосредственной близости и пытаясь уйти от столкновения слишком круто задрали нос. Лайнер потерял скорость и перейдя в сваливание врезался в горный склон. Из находившихся на борту 30 человек (26 пассажиров и 4 члена экипажа) выжили только 4 (3 пассажира и 1 член экипажа), 26 человек погибли[11].
- 18 сентября 1957 года — Convair CV-440 борт PP-AQE выполнял пассажирский рейс по маршруту Сан-Паулу — Порту-Алегри — Монтевидео — Буэнос-Айрес. Экипаж выполнял нормальный заход на посадку в Монтевидео, когда в километре от полосы лайнер неожиданно врезался в земляной вал, при этом правая плоскость врезалась в землю и отделилась. Из находившихся на борту 35 человек (30 пассажиров и 5 членов экипажа) погиб 1 (член экипажа). Причиной происшествия была названа ошибка экипажа, но что конкретно нарушили пилоты установить не удалось[12].
- 4 ноября 1957 года — Douglas C-54A-5-DO борт PP-AQE выполнял пассажирский рейс по маршруту Сан-Паулу — Рио-де-Жанейро, когда неожиданно во время полёта упало давление масла в двигателе № 2. Затем появился дым, а после двигатель загорелся и через некоторое время отделился. В сложившейся ситуации экипаж совершил посадку на воду близ Сан-Себастьяна; никто из находившихся на борту 34 человек (30 пассажиров и 4 члена экипажа) не погиб, но лайнер был списан[13].
- 27 августа 1959 года — Douglas C-47A-25-DK борт PP-AVY разбился при посадке в Маринге; подробности неизвестны[14].
- 25 февраля 1960 года — Douglas C-47A-25-DK борт PP-AXD выполнял пассажирский рейс RL751 по маршруту Кампус-дус-Гойтаказис — Рио-де-Жанейро, когда при заходе на посадку следуя близ горы Пан-ди-Асукар был протаранен военным Douglas R6D-1 борт 131582, после чего машины упали в залив. На борту гражданского самолёта погибли все 26 человек (22 пассажира и 4 члена экипажа); на борту военного погибли 35 человек (28 пассажиров и 7 членов экипажа), а 3 пассажира были спасены[15].
- 24 июня 1960 года — Convair CV-340-62 борт PP-YRB выполнял пассажирский рейс RL435 по маршруту Белу-Оризонти — Рио-де-Жанейро, когда при заходе на посадку начал выполнять нормальный разворот. Неожиданно лайнер по неустановленной причине вышел из-под контроля и рухнул в море, при этом погибли все находившиеся на борту 54 человека (49 пассажиров и 5 членов экипажа)[16].
- 7 декабря 1960 года — Curtiss C-46A-60-CK борт PP-YRB выполнял чартерный рейс по маршруту Куяба — Манаус, когда в полёте загорелся правый двигатель. Экипаж скинул часть груза, чтобы сохранить высоту, но лайнер продолжал снижаться, пока близ Кашимбу не потерял скорость, после чего упал в лес. Погибли все находившиеся на борту 15 человек (13 пассажиров и 2 члена экипажа)[17].
- 23 февраля 1961 года — в аэропорту Сан-Паулу-Конгоньяс из-за вызванного коротким замыканием пожара сгорел стоящий в ангаре Douglas C-47B-45-DK борт PP-ANI[18].
- 6 сентября 1961 года — Douglas C-47A-40-DL борт PP-AVL выполнял грузовой рейс по маршруту Сан-Паулу — Конкордия, когда при заходе на посадку в СМУ (сильный дождь) в полутора километрах от аэропорта врезался в холм. Погибли все находившиеся на борту 4 члена экипажа[19].